# Grisollea myriantha
Grisollea myriantha är en tvåhjärtbladig växtart som beskrevs av Henri Ernest Baillon. Grisollea myriantha ingår i släktet Grisollea och familjen Icacinaceae. Inga underarter finns listade i Catalogue of Life.